# Panna, Indien
Panna är en stad i den indiska delstaten Madhya Pradesh, och är huvudort för ett distrikt med samma namn. Folkmängden uppgick till 50 820 invånare vid folkräkningen 2011, med förorter 59 091 invånare.